# Дніпровий провулок
Дніпро́вий прову́лок — провулок у Дарницькому районі міста Києва, житловий масив Позняки. Пролягає від Тальнівської вулиці до кінця забудови. 
Прилучалася вулиця Зоотехніків (наразі зникла).

## Історія
Виник у 1-й половині XX століття. Мав назву Червоноармійська вулиця. Сучасна назва — з 1955 року. 
У 2010–2011 роках малоповерхову садибну забудову провулку було знесено в рамках будівництва 2-го мікрорайону житлового масиву Позняки. Станом на 2016 рік провулок існує у вигляді ґрунтової дороги навколо новозбудованих багатоповерхівок. 